# Nguyễn Phan Long
Nguyễn Phan Long, né en 1889 et mort en 1960, est un journaliste et homme politique vietnamien, brièvement chef du gouvernement de l'État du Viêt Nam en 1950.

## Biographie
D'abord fonctionnaire des douanes françaises en Indochine, Nguyễn Phan Long devient ensuite journaliste et écrit dans La Tribune républicaine. Il devient ensuite l'une des figures du Parti constitutionnaliste, le parti réformiste fondé par l'éditeur de La Tribune républicaine, Bùi Quang Chiêu. En 1925, Nguyễn Phan Long est chargé, pour le Parti constitutionnaliste, de la rédaction du « Cahier de vœux annamites » rassemblant les demandes de réformes qui doivent être présentées au nouveau gouverneur général Alexandre Varenne. Dans les années 1930, il prend ses distances avec Bùi Quang Chiêu, mais demeure un notable dans les milieux cochinchinois, y compris sous la période vichyste. Connu pour ses talents de journaliste, Nguyễn Phan Long est cependant réputé corrompu.
En juillet 1949, il est nommé ministre des affaires étrangères de l'État du Viêt Nam dirigé par l'ancien empereur Bảo Đại. En janvier de l'année suivante, Bảo Đại le nomme chef du gouvernement. Il cherche à prendre ses distances avec la France en se rapprochant des États-Unis, mais doit rapidement comprendre que le temps de changer de protecteur n'est pas encore venu. Nguyễn Phan Long est également en butte à l'opposition des partis nationalistes ralliés à Bảo Đại, qui l'accusent d'ambiguïté vis-à-vis du Việt Minh communiste. Trop américanophile aux yeux des Français, le chef du gouvernement se voit également reprocher son incapacité à ramener la sécurité dans la région de Saïgon, où le Việt Minh continue de multiplier les attentats. Sa tentative de prendre contact avec Nguyễn Bình, chef des réseaux communistes en Cochinchine, par l'intermédiaire d'un parent Việt Minh, achève de lui faire perdre son crédit. Dès le mois d'avril, il doit céder la place à Trần Văn Hữu, un proche des Français. 
Après la guerre d'Indochine, Nguyễn Phan ne soutient pas le régime de Ngô Đình Diệm, et s'oppose notamment en 1955 au référendum organisé par ce dernier pour destituer Bảo Đại.